# An Lợi Đông
An Lợi Đông là một phường thuộc thành phố Thủ Đức, Thành phố Hồ Chí Minh, Việt Nam.
Đây là một phường thuộc khu đô thị mới Thủ Thiêm đang được quy hoạch.

## Địa lý
Phường An Lợi Đông nằm ở phía tây nam thành phố Thủ Đức, có vị trí địa lý:
- Phía đông giáp Quận 7 với ranh giới là sông Sài Gòn
- Phía tây giáp phường Thủ Thiêm
- Phía nam giáp Quận 4 và Quận 7 với ranh giới là sông Sài Gòn
- Phía bắc giáp các phường Thủ Thiêm và An Khánh.

Phường có diện tích 3,60 km², dân số năm 2021 là 1.215 người,  mật độ dân số đạt 337 người/km².

## Hành chính
Phường An Lợi Đông được chia thành 4 khu phố đánh số từ 1 đến 4 với 45 tổ dân phố.

## Lịch sử
Dưới thời nhà Nguyễn, An Lợi Đông là một làng thuộc tổng Bình Trị Trung, huyện Bình Dương, phủ Tân Bình, tỉnh Gia Định.
Đến thời Pháp thuộc, làng An Lợi Đông hợp nhất với các làng An Lợi Xã và Bình Khánh thành làng An Khánh Xã, lúc này trực thuộc tổng An Bình, quận Thủ Đức, tỉnh Gia Định.
Sau năm 1956, các làng gọi là xã. Năm 1966, chính quyền Việt Nam Cộng hòa sáp nhập xã An Khánh Xã vào Đô thành Sài Gòn và chia thành 2 phường An Khánh và Thủ Thiêm thuộc quận 1. Tuy nhiên, đầu năm 1967, các phường An Khánh và Thủ Thiêm lại được tách ra để thành lập quận 9 thuộc Đô thành Sài Gòn.
Năm 1976, quận 9 bị giải thể, các phường An Khánh và Thủ Thiêm được sáp nhập vào huyện Thủ Đức và đổi thành hai xã có tên tương ứng. An Lợi Đông lúc này là một ấp thuộc xã Thủ Thiêm.
Ngày 6 tháng 1 năm 1997, Chính phủ ban hành Nghị định số 03-CP. Theo đó:
- Chuyển xã Thủ Thiêm về Quận 2 mới thành lập
- Thành lập phường An Lợi Đông trên cơ sở 385 ha diện tích tự nhiên và 5.068 người của xã Thủ Thiêm.

Ngày 9 tháng 12 năm 2020, Ủy ban thường vụ Quốc hội ban hành Nghị quyết 1111/NQ-UBTVQH14 về việc thành lập thành phố Thủ Đức trên cơ sở sáp nhập toàn bộ diện tích và dân số của Quận 2, Quận 9 và quận Thủ Đức, phường An Lợi Đông thuộc thành phố Thủ Đức như hiện nay.